# Leichtathletik-Europameisterschaften 1954/3000 m Hindernis der Männer

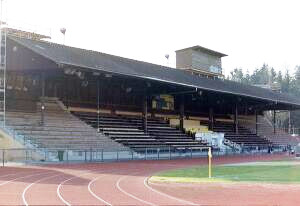
Tribüne des Stadions Neufeld in Bern

Der 3000-Meter-Hindernislauf der Männer bei den Leichtathletik-Europameisterschaften 1954 wurde am 26. und 28. August 1954 im Stadion Neufeld in Bern ausgetragen.
Europameister wurde der Ungar Sándor Rozsnyói, der im Finale einen neuen Weltrekord aufstellte. Der Finne Olavi Rinteenpää gewann die Silbermedaille. Bronze ging an den Norweger Ernst Larsen.

## Rekorde

### Bestehende Rekorde / Bestleistungen
| Weltbestleistung     | 8:44,4 min | Olavi Rinteenpää | Helsinki, Finnland | 2. Juli 1953    |
| Europabestleistung   | 8:44,4 min | Olavi Rinteenpää | Helsinki, Finnland | 2. Juli 1953    |
| Meisterschaftsrekord | 9:01,4 min | Raphaël Pujazon  | EM Oslo, Norwegen  | 25. August 1946 |

Anmerkung zu den Rekorden:

Weltrekorde wurden über 3000 Meter Hindernis mit Ausnahme von Meisterschaftsrekorden wegen der noch nicht standardisierten Hindernisaufstellungen erst nach 1953 geführt. Sándor Rozsnyóis Leistung bei diesen Europameisterschaften war zwar langsamer als die zuvor bestehende Weltbestzeit des Vizeeuropameisters Olavi Rinteenpää, wurde jedoch als erster offizieller Welt- und damit auch Europarekord anerkannt.

### Rekordverbesserungen
In diesem Wettbewerb gab es eine ganze Reihe von Rekorden. Im Finale wurde der erste offiziell anerkannte Weltrekord aufgestellt, der gleichzeitig einen neuen EM- und auch Europarekord darstellte. Zuvor war der bestehende Meisterschaftsrekord bereits in der Vorrunde gesteigert worden. Darüber hinaus gab es drei Landesrekorde.
- Weltrekord:
  - 8:49,6 min – Sándor Rozsnyói (Ungarn), Finale am 28. August
- Meisterschaftsrekorde:
  - 9:00,0 min – Ernst Larsen (Norwegen), erster Vorlauf am 26. August
  - 8:49,6 min – Sándor Rozsnyói (Ungarn), Finale am 28. August
- Landesrekorde:
  - 9:05,6 min – Vlastimil Brlica (Tschechoslowakei), erster Vorlauf am 26. August
  - 8:53,2 min – Ernst Larsen (Norwegen), Finale am 28. August
  - 9:03,6 min – Vlastimil Brlica (Tschechoslowakei), Finale am 28. August

## Vorrunde
26. August 1954, 11:15 Uhr
Die Vorrunde wurde in zwei Läufen durchgeführt. Die ersten sechs Athleten pro Lauf – hellblau unterlegt – qualifizierten sich für das Finale.

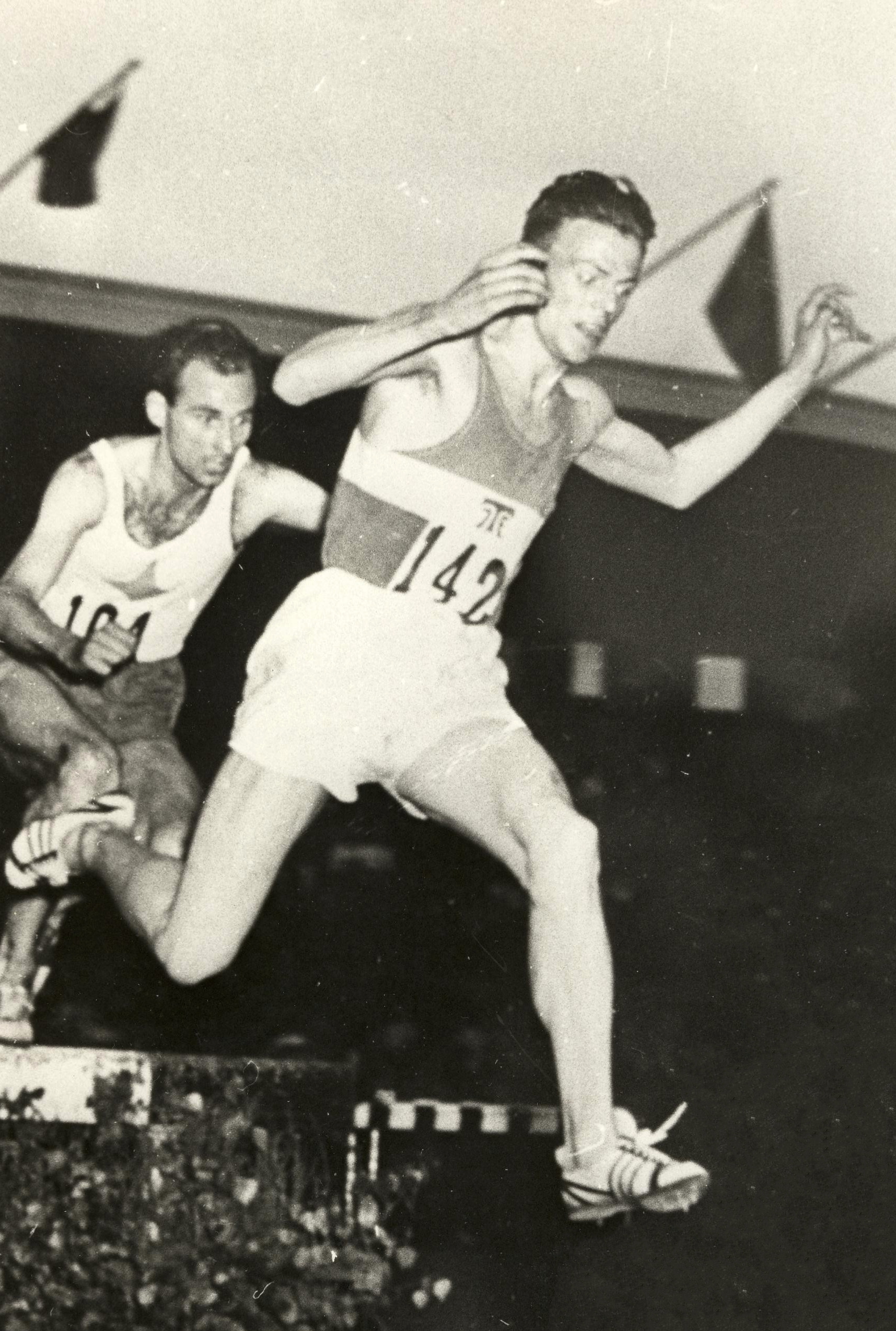
Curt Söderberg verpasste das Finale im ersten Vorlauf nur um einen Rang, aber zeitlich um mehr als sieben Sekunden

### Vorlauf 1
| Platz | Name               | Nation           | Zeit (min) |
| ----- | ------------------ | ---------------- | ---------- |
| 1     | Ernst Larsen       | Norwegen         | 9:00,0 CR  |
| 2     | Sándor Rozsnyói    | Ungarn           | 9:01,0     |
| 3     | Pentti Karvonen    | Finnland         | 9:01,2     |
| 4     | Karl-Heinz Schmalz | BR Deutschland   | 9:01,8     |
| 5     | Jewgenij Kodjajkin | Sowjetunion      | 9:02,2     |
| 6     | Vlastimil Brlica   | Tschechoslowakei | 9:05,6 NR  |
| 7     | Curt Söderberg     | Schweden         | 9:12,8     |
| 8     | Kenneth Johnson    | Großbritannien   | 9:17,6     |
| 9     | Roger Deweer       | Belgien          | 9:30,2     |
| 10    | Grigore Cojocaru   | Rumänien         | 9:31,6     |
| 11    | Gottfried Stäubli  | Schweiz          | 9:32,0     |

### Vorlauf 2

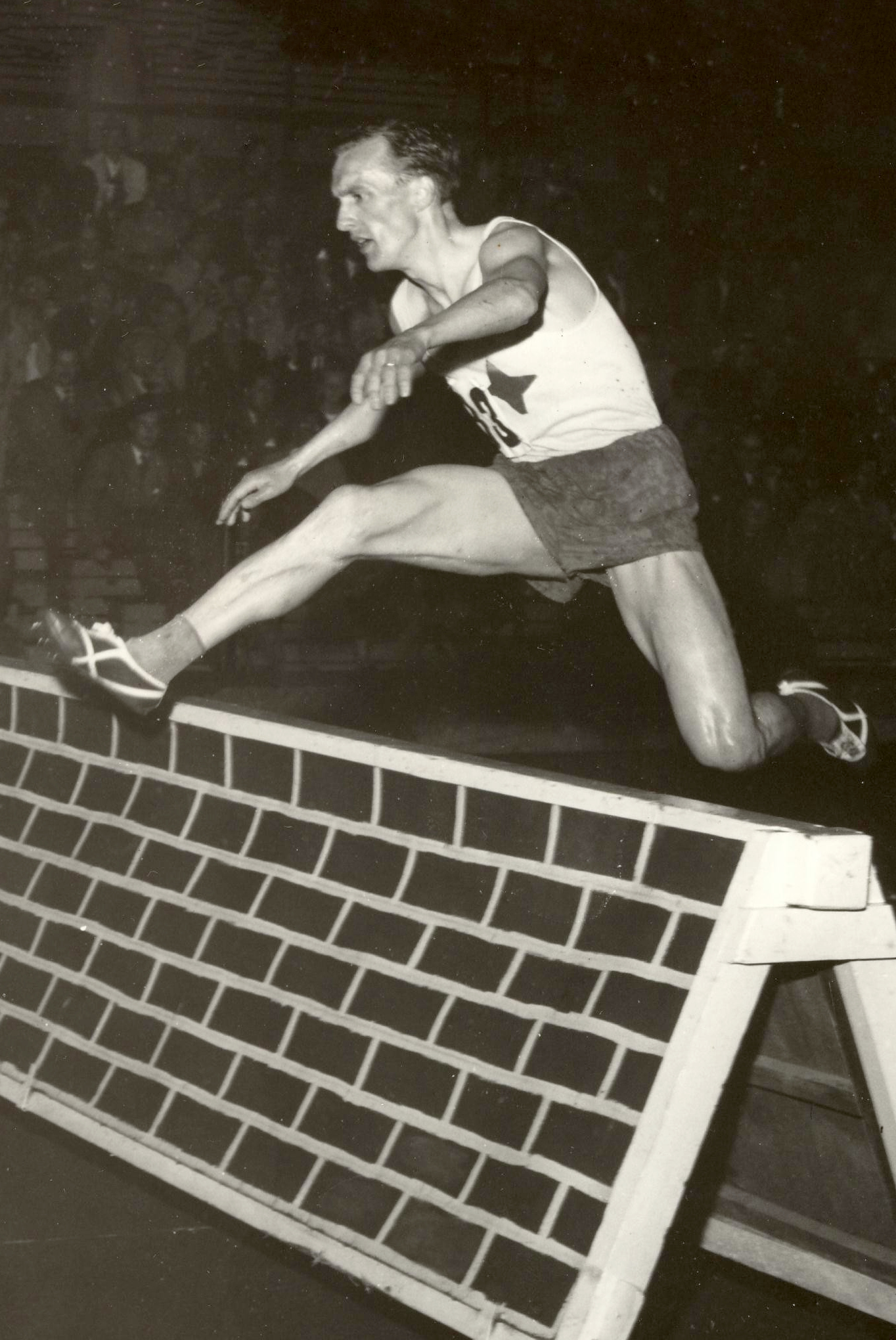
Gunnar Tjörnebos achter Platz im zweiten Vorlauf reichte nicht für die Finalteilnahme

| Platz | Name               | Nation         | Zeit (min) |
| ----- | ------------------ | -------------- | ---------- |
| 1     | Wiktor Kurtschawow | Sowjetunion    | 9:06,2     |
| 2     | László Jeszenszky  | Ungarn         | 9:06,2     |
| 3     | Jerzy Chromik      | Polen          | 9:06,4     |
| 4     | Olavi Rinteenpää   | Finnland       | 9:06,8     |
| 5     | John Disley        | Großbritannien | 9:13,6     |
| 6     | Helmut Thumm       | BR Deutschland | 9:14,4     |
| 7     | Abdullah Kökpinar  | Türkei         | 9:32,8     |
| 8     | Gunnar Tjörnebo    | Schweden       | 9:36,2     |
| 9     | Arthur Huber       | Schweiz        | 9:45,4     |
| 10    | Augusto Silva      | Portugal       | 9:56,4     |

## Finale
28. August 1954, 18:35 Uhr
| Platz | Name               | Nation           | Zeit (s)  |
| ----- | ------------------ | ---------------- | --------- |
| 1     | Sándor Rozsnyói    | Ungarn           | 8:49,6 WR |
| 2     | Olavi Rinteenpää   | Finnland         | 8:52,4    |
| 3     | Ernst Larsen       | Norwegen         | 8:53,2 NR |
| 4     | Pentti Karvonen    | Finnland         | 8:55,2    |
| 5     | László Jeszenszky  | Ungarn           | 8:59,4    |
| 6     | Wiktor Kurtschawow | Sowjetunion      | 9:00,2    |
| 7     | Vlastimil Brlica   | Tschechoslowakei | 9:03,6 NR |
| 8     | Jewgenij Kodjajkin | Sowjetunion      | 9:07,4    |
| 9     | Helmut Thumm       | BR Deutschland   | 9:07,6    |
| 10    | John Disley        | Großbritannien   | 9:07,6    |
| 11    | Karl-Heinz Schmalz | BR Deutschland   | 9:15,6    |
| DNS   | Jerzy Chromik      | Polen            |           |